# Pélagie (princesse wisigothe)
 (octobre 2022).
Pélagie (vers 390 - ) est une princesse wisigothe, fille d'Alaric Ier, femme du comte Boniface puis du Généralissime de l'Empire Romain, Aetius.

## Biographie

### Jeunesse
Pélagie (Pelagia) doit être la fille d'Alaric Ier puisqu'elle regrette que son fils soit écarté du trône des Goths, mais aucune précision n'est apportée par les sources historiques; elle est sœur de la reine des Wisigoths Pédauque et du roi des Wisigoths Wallia. Sa mère, dont le nom est inconnu, est une fille de Modaharius.
En Espagne, Pélagie a grandi dans une tribu vandale d'origine balthe[réf. nécessaire]. Habituée à vivre dans des chariots et à suivre les combats de son père, la guerre et l'errance font partie de son enfance.
Cette princesse gothe de religion arienne n'est mentionnée pour la première fois qu'à l'occasion de son premier mariage, entre 422 et 426, avec le comte Boniface.

### Son mariage avec le comte Boniface

#### Un couple divisé par la religion
C'est à la cour des rois vandales que le comte Boniface rencontre Pélagie, jeune princesse possédant une fortune immense, et souhaite l'épouser, ce que le roi vandale Genséric organise rapidement. Leurs différences religieuses ne compromettent pas le mariage. Le maître des milices africaines est catholique et déjà veuf et père d'une fille qui allait épouser le Comte Sébastien, tandis que Pélagie est arienne comme la majorité des Goths. Leurs déclarations de tendresse entrecoupées de disputes théologiques sont relatées par différents auteurs et ils croient s’être convertis l’un l’autre. La conversion de Pélagie aurait été une condition de son mariage avec le comte. Cependant, elle ne se convertit pas réellement car ils ont une fille, pour laquelle Saint Augustin s'inquiète du baptême arien organisé par Pélagie.

#### Une épouse influente
L'influence de Pélagie sur son mari est importante au regard des complications que sa position religieuse implique pour la politique de son mari. Elle s'entoure, à la cour d'Afrique, de nombreux vandales ariens.  
Elle manœuvre  pour que de jeunes parentes de Boniface, religieuses de leur état, reçoivent un second baptême hérétique. La position de Boniface devient alors compliquée, en ces temps de division religieuse. Certains pensent qu'il s'est converti à l'arianisme et on le calomnie sur sa fidélité à l'Empire et à Aelia Galla Placidia, qui vient de faire passer trois lois contre les hérétiques. En Afrique, il perd des alliés et demande de l'aide à Genséric et aux Vandales (429) pour regagner son pouvoir.  
En 432, le comte Boniface est convoqué à Ravenne, capitale de l'Empire romain d'Occident, par l'impératrice Aelia Galla Placidia, mère de Valentinien III, pour s'expliquer face à ce qui apparait comme une trahison.

#### L'arrivée en Italie
Il rejoint l'Italie pour s’expliquer devant la régente, en face du sénat. Il est reçu avec sympathie par la population et il entre triomphant à Rome. La régente l'investit alors de la charge de généralissime, à la place d'Aetius et en même temps elle le nomme patrice. C’est le signal de la guerre civile contre Aetius. Ils se retrouvent confrontés et leurs armées s'affrontent à Rimini; le comte est blessé et meurt trois mois plus tard.   
Pélagie aurait reçu le conseil de la part de son mari mourant d'épouser celui qui l'avait mortellement blessé. Veuve du puissant comte, elle était devenue très riche car elle héritait en plus de ses richesses personnelles de celle de son premier mari,.

### Son mariage avec Aetius
Vers 434 Pélagie épouse Aetius, à qui elle amène par héritage toutes ses richesses personnelles et celles du comte Boniface. Pélagie est alors une matrone, une grande dame romaine. Elle ne vit pas à Ravenne, capitale du pouvoir, mais plutôt à Rome. Elle a connu Sidoine Apollinaire, sûrement à la cour gothe de Toulouse, et Mérobaudes, soldat et poète, qui écriront sur elle.   
En février 440 son fils Gaudentius Flavius est baptisé à Rome, célébré dans un poème de Mérobaudes.  Cependant, à peine né, Pélagie lui fait donner un "baptême par l'eau" car Pélagie reste de confession arienne, malgré un second mari catholique. En effet, elle souhaite rester fidèle à son identité wisigothique et aux droits et privilèges qui y sont attachés.    

#### Une princesse qui tente de défendre les droits d'héritage de son fils
Pélagie a probablement rejoint la cour de Toulouse pour y défendre les droits de son fils au trône wisigoth. Le roi des Goths Théodoric aurait rencontré le prince Gaudentius et se serait réjoui des qualités de ce prince goth, et pourtant romain à la fois.  Elle tente de placer son fils sur un trône, que ce soit celui des Goths ou celui des Romains ; mais à la mort d'Aetius son fils est emmené comme otage en Afrique par le roi vandale Geiséric qui vient de piller Rome en juin 455. Ses prétentions politiques pour son fils s'évanouissent alors.

#### Un rôle diplomatique important
Grégoire de Tours en fait le modèle de l'épouse vertueuse d'Aetius. Elle suit souvent son mari, jusque sur les champs de bataille hormis celui des Champs Catalauniques, où  la tradition la montre allant prier tous les jours dans la basilique de Saint Pierre à Rome. Elle le conseille avant tout dans ses relations avec les Goths, qui ont créé un royaume dont la capitale est Toulouse: Aetius établit la paix avec Théodoric après l'attaque de Toulouse en 439 et elle semble souhaiter que son mari devienne Auguste  à son tour. Elle est souvent décrite coléreuse et pleine de reproches envers son époux.   
On ne sait rien d'elle après la mort de son mari assassiné en 454.

## Pélagie dans la littérature
Sidoine Apollinaire dans son panégyrique de l'empereur Majorien en 456, met en scène Pélagie parlant à son époux Aetius. Dans son portrait, il brosse une femme jalouse et de fort caractère qui reproche à son époux d'avoir fait perdre les droits au trône des Goths pour elle-même et leur fils Gaudentius. Elle serait aussi un peu sorcière.
Mérobaudes célèbre son couple avec Aetius dans un poème sur la naissance de leur fils Gaudentius; il  la compare à Thétis et dit d'elle qu'elle est de la "race des héros, fille des rois, femme dont la gloire est plus que d’une femme".